# 구마야마정
구마야마정(熊山町)은 오카야마현 남동부 아카이와군에 있던 정이며. 구 이와나시 군의 관할권이였다. 현재는 아카이와군 외 3정과의 합병으로 아카이와시가 되었고, 정사무소는 아카이와 시청 구마야마 지소가 되어있다.

## 역사
- 1889년 4월 1일 - 정촌제 시행에 수반해 와게군 구마야마촌, 이와니시군 도요타촌, 오노다촌, 가신촌이 성립하였다.
- 1900년 4월 1일 - 이와니시군이 아카사카군과 합병해 아카이와군이 되었다.
- 1953년 12월 15일 - 구미야마촌의 일부, 도요타촌, 오노다촌, 가신촌이 합병과 동시에 정으로 승격해 구마야마정이 되었다. 구미야마촌의 일부는 만토미정에 편입되었다.
- 1954년 6월 1일 - 가신촌의 일부, 구미야마촌을 만토미정에 편입하였다.
- 2005년 3월 7일 - 산요정, 아카사카정, 요시이정과 합병으로 시로 승격해 아카이와시가 되었다.

## 교통

### 철도
- 서일본 여객철도 산요 본선

### 도로
- 산요 자동차도
- 미마사카 오카야마자동차도 (구마야마 나들묵)